# 爪哇齿镖水蚤
爪哇齿镖水蚤（学名：Dentodiaptomus javanus）为镖水蚤科齿镖水蚤属的动物。分布于印度尼西亚以及中国大陆的云南等地，一般生活于海拔860-1270米的水域中。